# Pop-rock
El pop-rock és un gènere musical que combina elements del rock amb melodies més suaus, originat als anys seixanta del segle XX al Regne Unit i als Estats Units. Les cançons són identificades per ser d'estructura simple, melodia atrapant i repetició del cor o tornada i per usar com a base instrumental la guitarra elèctrica i el teclat. Literalment, pop rock és la traducció abreujada de l'anglès popular rock, que s'evoca a un públic pertanyent a l'àmbit i global. A Catalunya, la revista Enderrock, fundada el 1992 es va especialitzar en el pop-rock català.
El terme va ser utilitzat per primera vegada, per descriure les reeixides cançons de The Beatles, també van ser inclosos dins d'aquest gènere The Grass Roots, Gary Pucket & The Union Gap i The Buckinghams.
Sovint s'utilitza també l'etiqueta pop-rock per designar a la música rock moderna encara que és més factible la paraula soft rock (en qualsevol dels seus subestils), però que tendeix a ser música de radiofórmula, (en anglès se solen utilitzar els termes radio friendly, easy listening i mainstream music), comercialitzada al món popular. En el pop, a diferència del soft rock, la instrumentació està en segon pla, no hi ha clarament riffs i, si hi ha guitarres i bateria, són generalment suaus.
Els subgèneres presenten una gran complexitat en les seves delimitacions: el portal d'Allmusic en dona catorze: Christian Rock, Early Pop/Rock, Pop/Rock, Girl Group, Bubblegum, TeenIdol, Brill Building Pop, Comedy Rock, Baroque Pop, SunshinePop, AM Pop, Celebrity, Korean Pop, Pop Idol i Pop. Un representant del pop-rock japonés és el grup Scandal.